# Robert Góralczyk (labdarúgóedző)
Robert Góralczyk (Chorzów, 1974. augusztus 1. –) lengyel labdarúgóedző.

## Pályafutása
2008-ban a Polonia Bytom, 2008–09-ben a Przebój Wolbrom vezetőedzője volt. 2009–10-ben a lengyel női válogatott szövetségi kapitányaként tevékenykedett. 2010–11-ben ismét a Polonia Bytom szakmai munkáját irányította.